# 妖魔同鄰足洗邸
《妖魔同鄰足洗邸》是在WANI BOOKS的Comic Gum上連載的漫畫，作者是みなぎ得一。

## 故事概要
20多年前，某位大召喚士引發了“大召喚”，導致“異界”與“魔界”在各地出現，三分之一的人類死亡，卻產生了超過此數量的異形生物。在混沌之中，動用絕大的“力量”統合世界的是稱為“中央”的神秘組織。在受中央支配分散於世界七處之一的“秀真国”首都“秀真·诸国民之都”，在位於災禍遺跡的卐巴市不思議町有间“足洗邸”，而故事就在主人公田村福太郎住进“足洗邸”開始了。

## 登場人物
足洗邸的居民
田村福太郎
人類，畫家，住在足洗邸8號房。性格看似開朗,但是有著不為人知的一面。好像啦。
擁有可以讓非常亢奮的義鷹瞬間冷靜下來的特殊能力。大召喚的倖存者，與貘簽下不知名的契約。
龍造寺 駒
HN“貓眼”（爲了處理由妖怪造成的惡性犯罪事件，中央創立了名為「鎮伏業」的賞金獵人制度，HN即Hunter Name，類似外號），人貓種，足洗邸管理員。自稱是爲了主人復仇而變成貓又的。好像啦。
最大的夢想是擁有人類的手掌，因為這樣可以拿起鍋鏟做出味野喜歡的中華料理。身上繫著無法發出聲音的鈴鐺是味野贈與的。
笠森 仙
原為人類，住在足洗邸7號房，16歲時被跟蹤狂殺害，藏在天花板里。因為足洗邸的魔力化成天井下，無法隨自己的意願離開足洗邸。好像啦。喜歡福太郎。
因為足洗邸而妖化轉變成足洗邸的『家神』。
須美津 義鷹
人妖種，偵探，住在足洗邸5號房。對於人類有一種說不出的排斥感，卻又打著「因為方便」的藉口而私下希望學習人類的習性。好像啦。
打鬥到非常興奮時會不分身邊的人是誰就隨機毆打(但本身不是故意的)，福太郎曾經在他很亢奮的時候被他無意識的揍了一拳。很難在鏡子或照片上留下影像，就算映出來也是扭曲的樣子，因此很少看到自己『人類』的外表，當福太郎在白堊森林繪畫時將他畫進畫中，雖然很小一個，但很珍惜這幅畫。(之後被湖中的長頸龍給毀掉，為此感到非常憤怒。)
望月 玉兔
NH“月之雫”，人兔種，偵探助手兼色情小說家，住在足洗邸6號房。與義鷹的關係密切但是不太帶有人類之間的情感。好像啦。
最痛恨被人叫做『Rabbit‧望月』，因為這個外號是在她一開始創作時期最艱難的時候取的筆名，被叫這個名字會非常生氣。
自己的身體有2/3是義鷹給予的，所以只要眼鏡一拿掉會跟義鷹長的一模一樣，可以將自身的血與肉分給義鷹使用，失去的肢體會再生出來。
曼菲斯特·海勒斯
HN“惡之華”，人魔種，萬魔殿學園的英文老師，住在足洗邸1號房。以前與中央有關係。好像啦。
是一個很常被學生欺負的可憐大叔，在學園曾經被學生扔擲石頭。
味野·娛樂
HN“地上賭場”，人類種，在曾經是人類的時期是位黑道老大，但組織因為被“淚花天使”給摧毀，所以從關西逃到外區，住在足洗邸2號房。好像啦。
三年前被宅邸中出現的『洗吧、洗吧大腳』給踩死，死後的屍體被義鷹丟進家中的井裡，也許因為那口水井跟地獄相通，故以半骷髏的狀態出現在足洗邸中，擁有一把名為“片葉之葦”的長刀，刀法了得。
很喜歡駒，自身沒有家人，所以對駒非常疼愛。在與大太血之鬼戰鬥過後因為對足之鬼的怨恨消失，所以便成佛化為原本的枯骨。駒將他的枯骨放進水井中，希望他能再次歸來。
中央
萬魔殿學園
田村福太郎擔任教職的學校，以加強異人種生存技巧，教導人類的歷史文化與知識，并以此促使人類進化為目的建立的學園。好像啦。